# Kurdystan (region autonomiczny)
Kurdystan (arab. کردستان – Kurdistān, kurd. كوردستان – Kurdistan), pełna nazwa: Region Kurdystanu (arab. إقليم كردستان – Iqlīmi Kurdistān, kurd. هەرێمی كوردستان – Herêmî Kurdistan) – autonomiczna jednostka administracyjna będąca federalnym podmiotem Iraku. Kurdystan znajduje się na północy tego kraju i obejmuje jego trzy prowincje w całości (As-Sulajmanijja, Dahuk i Irbil) i trzy częściowo (Dijala, Niniwa i Kirkuk). Stolicą autonomii jest Irbil, zwany po kurdyjsku Hewlêr.

## Historia
Kurdyjski region autonomiczny został początkowo utworzony w 1970 roku w wyniku porozumienia iracko-kurdyjskiego. W praktyce autonomia ta była fikcyjna aż do roku 1991, kiedy to w wyniku przegranej przez Irak wojny w Zatoce Perskiej ustanowiono na północy i południu kraju strefy wyłączone dla lotnictwa irackiego. Do października 1991 roku siły kurdyjskie wyparły wojska irackie z Kurdystanu, ustanawiając de facto niezależne państwo kurdyjskie (nigdy jednak nie ogłoszono niepodległości Kurdystanu). Władzą w regionie podzieliły się dwie konkurujące ze sobą partie: Demokratyczna Partia Kurdystanu (Mustafy Barzaniego) i Patriotyczna Unia Kurdystanu (Dżalala Talabaniego).
Po wojnie z 2003 roku i ustanowieniu nowych władz irackich, podpisano nowe porozumienia z władzami kurdyjskimi. Nowa konstytucja Iraku z 2005 roku usankcjonowała istnienie Kurdyjskiego Rządu Regionalnego posiadającego pełną wewnętrzną autonomię na obszarze Kurdystanu oraz przekazywanie Kurdom 20% zysków z wydobycia ropy w polach naftowych Iraku. 7 kwietnia 2005 parlament Iraku wybrał na urząd prezydenta kraju Dżalala Talabaniego. W latach 2014–2018 prezydentem Iraku był inny kurdyjski polityk – Fu’ad Masum. Region kurdyjski uznał zwierzchnictwo Iraku, ale de facto budował samodzielne państwo, a na granicach regionu z resztą kraju wyznaczono przejścia graniczne.
Region Kurdystanu, w odróżnieniu od reszty Iraku był obszarem spokojnym i dobrze prosperującym gospodarczo. Po wybuchu sunnickiej rebelii w 2014 roku i ogłoszeniu przez dzihadystów Państwa Islamskiego na północy Iraku i wschodzie Syrii, Kurdowie opanowali opuszczony przez armię rządową region Kirkuku, do którego rościli sobie pretensje. Rząd Iraku, oskarżając autonomię kurdyjską o wsparcie dżihadystów, zaprzestał przekazywania Kurdystanowi dochodów z ropy naftowej, przez co Kurdowie wycofali ministrów z koalicyjnego rządu Iraku.
Armia kurdyjska (tzw. peszmergowie) skutecznie odparła ataki Państwa Islamskiego i aktualnie sprawuje pełną kontrolę nad niemal całym północnym Irakiem.
We wrześniu 2017 r. prezydent Kurdystanu Masud Barzani ogłosił zamiar zorganizowania referendum w sprawie niepodległości. 25 września 2017 roku odbyło się referendum niepodległościowe, do którego uprawnionych było 4,58 mln mieszkańców. Frekwencja wyniosła 72,16%, za niepodległością zagłosowało 92,7% wyborców. Chociaż sam rząd kurdyjski podkreślał niewiążący i konsultacyjny charakter referendum, Irak uznał je za pretekst do zaostrzenia kursu wobec autonomii kurdyjskiej. Krótko po referendum iracka armia i szyickie milicje po kilkudniowej kampanii opanowały większość terenów, które Kurdowie zdobyli w trakcie kampanii przeciwko ISIS. Wobec zakończenia wojny z ISIS, USA poparły rząd iracki i integralność terytorialną państwa.
Iracka inwazja wywołała konflikt pomiędzy kurdyjskimi ugrupowaniami. PUK skrytykowała referendum jako przyczynę irackiej inwazji, w odpowiedzi DPK oskarżyła ją o zdradę i wycofanie się bez walki z terenów okupowanych w Iraku.

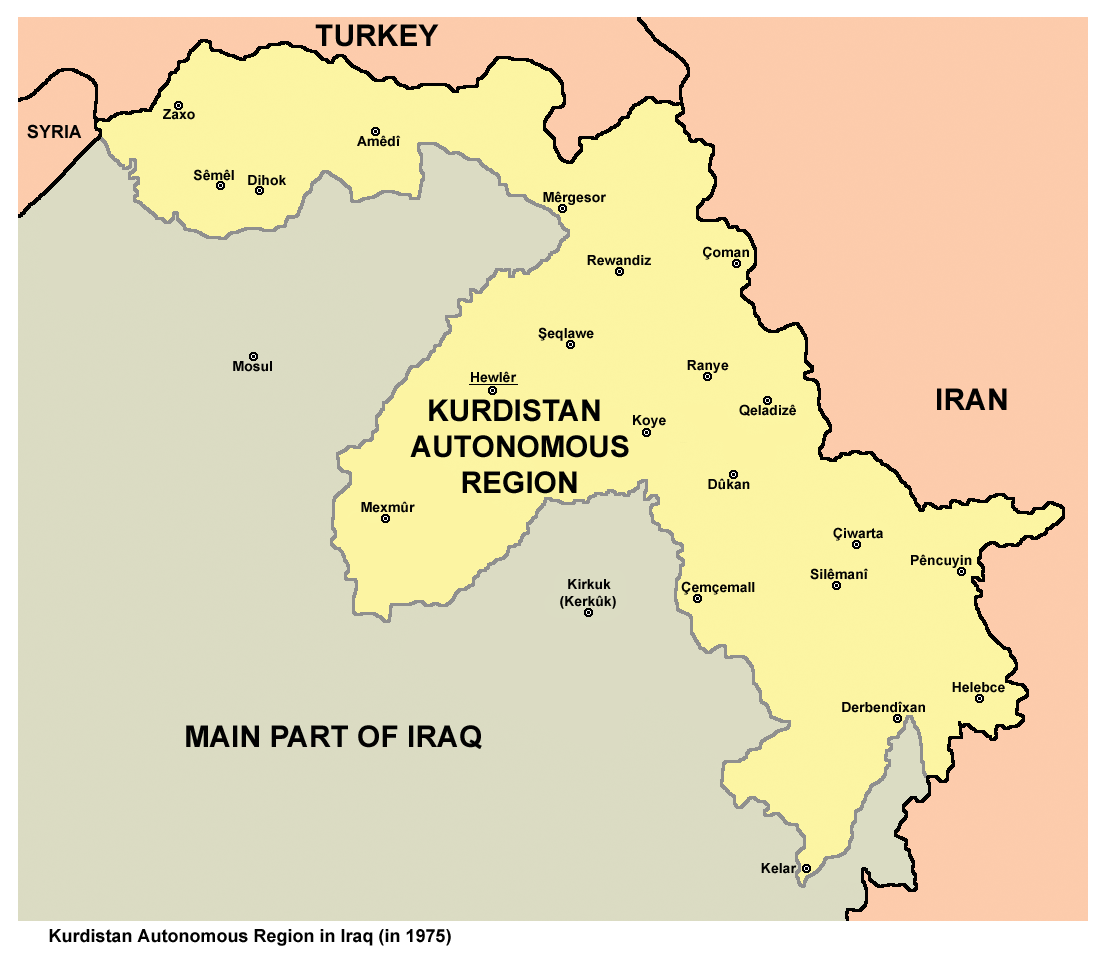
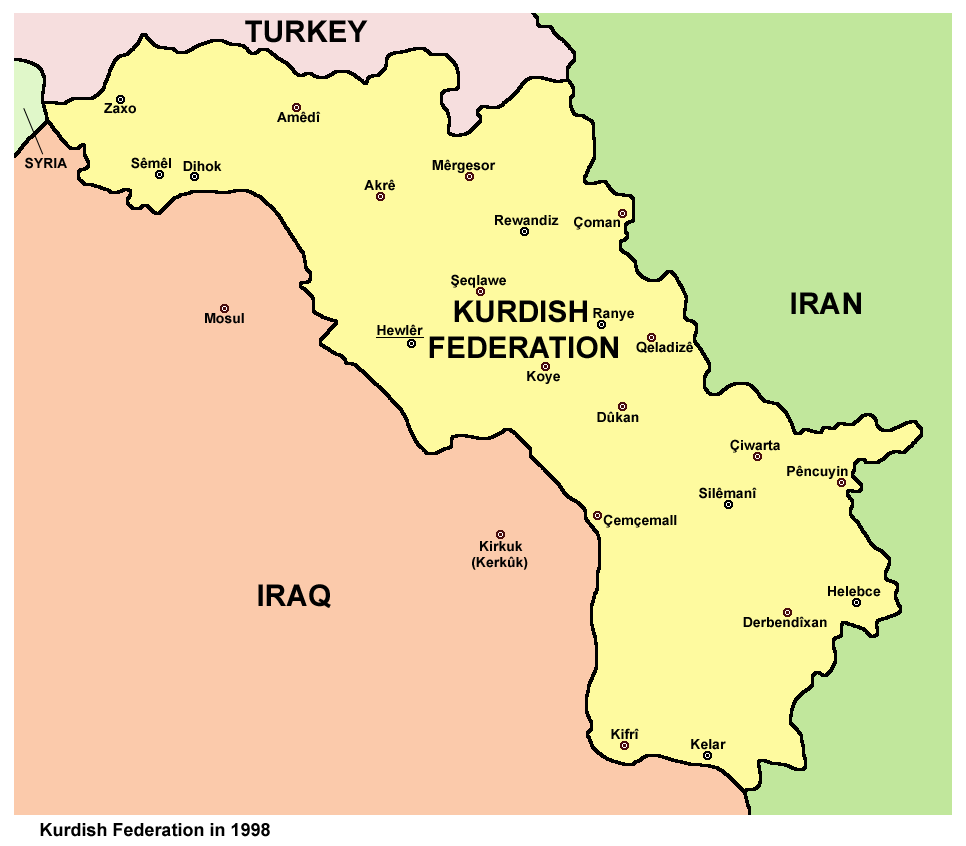
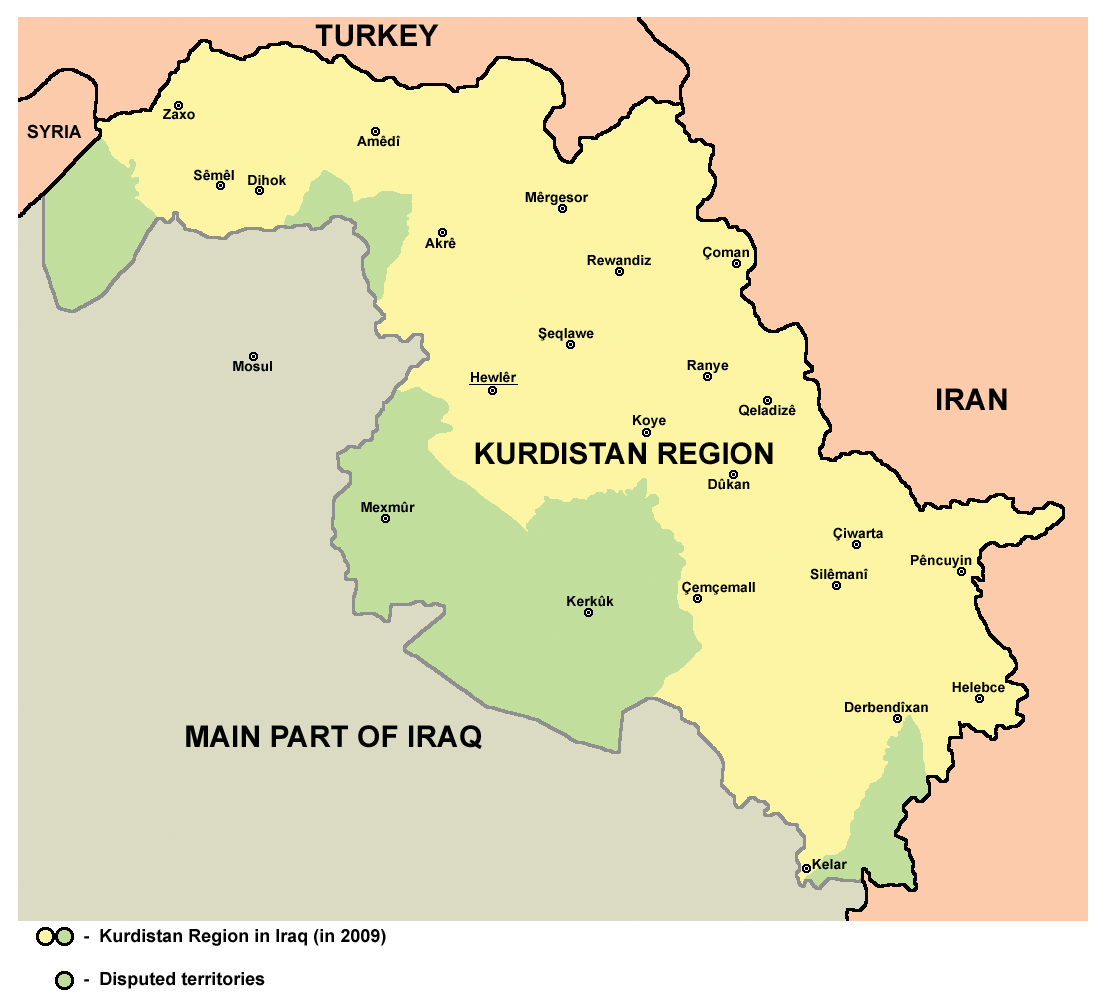